# Golfo Ártabro
El golfo Ártabro (o Arco Ártabro) es la denominación común con la que se conocen las rías de La Coruña, Betanzos, Ares y Ferrol, cuya autoría corresponde al geógrafo Otero Pedrayo. En otras palabras, el golfo Ártabro coincide con el final de la costa de la Muerte y el principio de las Rías Altas, y también se corresponde con lo que los geógrafos grecorromanos Estrabón, Pomponio Mela y Plinio designaban como Portus Magnus Artabrorum.
El golfo Ártabro tiene una anchura máxima de 5800 m y se adentra unos 5600 m hacia la desembocadura del río Mero en Santa Cristina.

## Geografía

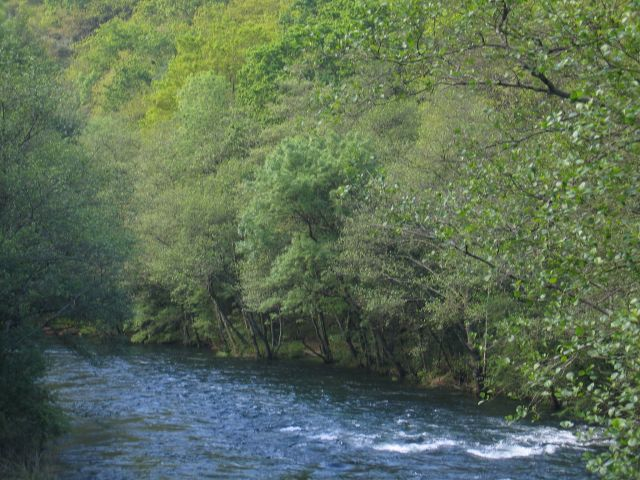
Fragas del Eume

Se trata de una comarca natural conocida como As Mariñas Coruñesas (en castellano: Las Mariñas Coruñesas), de un área geográfica delimitada nítidamente por la morfología del terreno.
Comprende los arciprestazgos de Ferrol, Jubia, Bezoucos, Pruzos, Cerveiro, Xanrozo, Abegondo y Faro.
Se caracteriza por su apertura al mar «a modo de un anfiteatro», cerrado por los montes de A Zapateira, O Xalo, Castromaior, Tieira, O Gato, Queixeiro, Capelada y Forgoselo, y abiertas a las rías. Estas rías son de aguas tranquilas y costa baja en el interior y grandes acantilados en sus cabos.
En el interior los valles de los ríos Mero, Mendo y Mandeo dividen el territorio. El valle del Mero es de mayor entidad, los otros dos más estrechos y los valles de los ríos Lambre, Villarino y el Eume.
La geología de la comarca se caracteriza por componerse de grandes franjas orientadas norte-sur alternando granitos y esquistos, localizándose pequeños yacimientos de estaño (Arteijo), wolframio (Culleredo) y oro (Cobas y Carral) asociados a los granitos.

## Economía
Destaca su pluralidad de recursos agropecuarios fruto del clima y la calidad de la tierra. Este potencial permite una intensa rotación.
La otra de las bases económicas de la comarca la constituyen las reservas pesqueras y marisqueras.
Los recursos metalúrgicos carecen en la mayor parte de los casos de interés económico.

## Historia

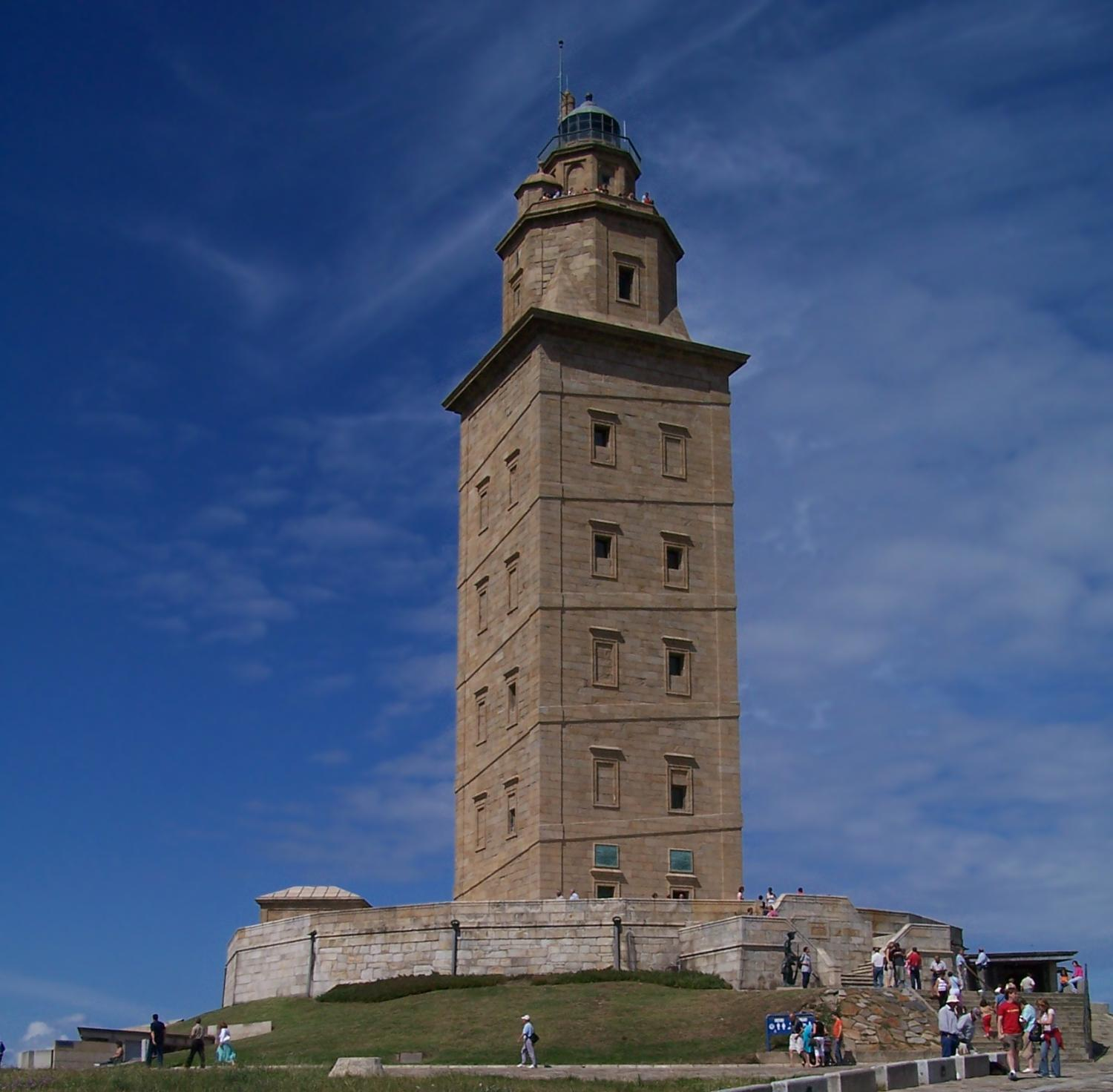
La Torre de Hércules.

Corresponde con lo que los geógrafos grecorromanos Estrabón, Pomponio Mela y Plinio designaron como Portus Magnus Artabrorum, región habitada por el pueblo de los ártabros. Estrabón habla en el libro III de su Geografía de que «los ártabros tienen muchas ciudades situadas en un golfo que los navegantes llaman puerto de los ártabros». Sin embargo, hay quien interpreta que «puerto» solo puede designar una población y que este texto debe referirse a una ciudad en la que, posiblemente, los romanos pretendieron construir un puerto muy grande, y que este plan se desbarató debido a las guerras púnicas.
La imagen de lo que es típico en la Galicia de la Edad del Hierro existen restos arqueológicos que muestran una gran concentración de pequeños núcleos poblacionales indígenas. Entre ellos, los autores clásicos destacan Adobrica, Flavia Lambris o Flavium Brigantium.
Por lo general se tratan de castros de pequeño tamaño con una media de superficie de poco más de 0,5 ha. Entre ellos se conservan restos de castros de distintas tipologías: castros de interior y castros costeros. En ambos tipos predomina la existencia de un solo recinto defensivo. Los de interior se sitúan en cuotas de altitud media y con fuertes sistemas defensivos.
Como excepción existen algunos castros ubicados en lugares prominentes, en las cabeceras de los valles con una finalidad y estructura defensiva más definida.
Los castros costeros se sitúan en penínsulas y concentran sus obras defensivas en el istmo.
Entre los numerosos castros se puede hablar del Castro de Elviña, el Castro de Meirás, el Castro de Nostián, el Castro de Pastoriza, el Castro de Castromayor o el Castro de Lobadiz.
También se encontraron restos de villae romanas que fueron objeto de estudio: la Villa romana de Centroña, la Villa romana de Noville, la Villa romana de Caldoval, la Villa romana de Cambre o entidades poblacionales rurales más pequeñas conocidas como vicus, como las encontradas en Carral, Callobre, Sosmelle o Fene.
La población indígena quizás estuviera compuesta por gentes diversas pero todas ellas pertenecientes al pueblo ártabro, asentado en un espacio definido y con unas manifestaciones culturales comunes (como así nos lo hace saber la arqueología con los hallazgos cerámicos y de orfebrería).
Como debió ocurrir en la mayoría de los lugares de la actual Galicia el proceso de romanización se desarrolló de una forma pacífica, un proceso en el que hubo un primer momento en el que los romanos respetaron las estructuras sociales indígenas, estructuras que con el tiempo fueron adaptando y transformando para adecuarla a la propia estructura del Imperio. Este proceso dio como resultado una sociedad galaico-romana que protagonizó la última etapa de la cultura castreña.
El proceso de romanización de la zona se hace patente a través de muchas evidencias: cambios en los diseños urbanísticos, adopción de costumbres y dioses romanos, uso de técnicas decorativas romanas, etc.
En el campo de la religión se produjo una asimilación entre el panteón oficial romano y las divinidades indígenas. Las inscripciones hechas en las aras votivas encontradas en la zona son la fuente más importante para el estudio de este proceso de asimilación de la cultura romana. En la actual ciudad de La Coruña se encontraron aras dedicadas a los dioses Fortuna, Neptuno, Marte y Júpiter, mientras que en el rural se encontraron cuatro aras todas ellas dedicadas a Júpiter. Cerca de la Iglesia de Meirás se encontró la única ara con inscripción dedicada a un dios del panteón indígena: COSUS ADAVINIAGUS, siendo Cosus una divinidad guerrera asimilable al dios Marte. La onomástica que aparece en ellas también sirve como medidor del grado de romanización de las comunidades indígenas. En comparación con otras zonas rurales del noroeste peninsular la onomástica indígena tiene muy poca presencia en detrimento de los nombres romanizados.